# 水枝区

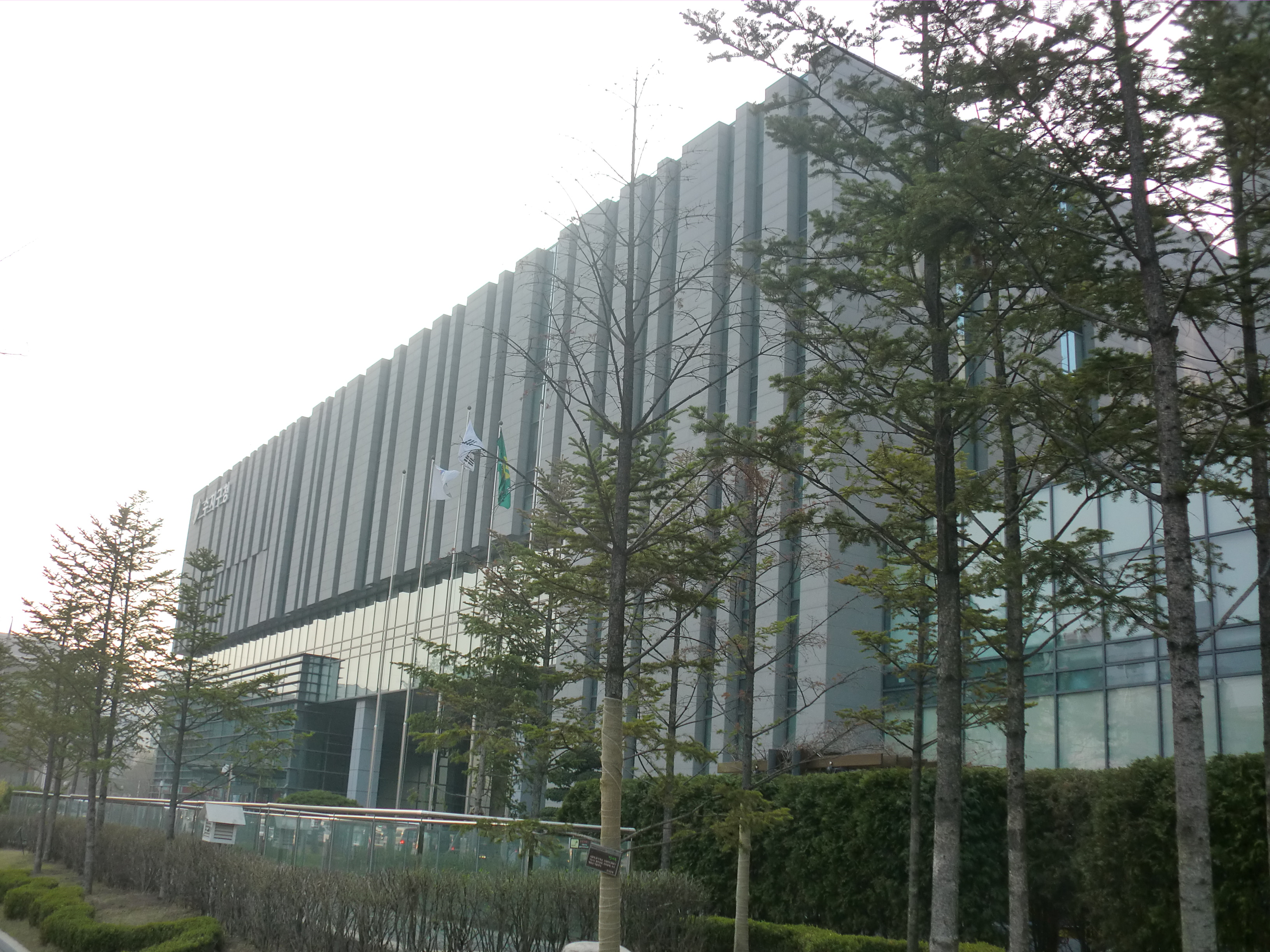
水枝区庁

水枝区（スジく）は、大韓民国京畿道龍仁市北西部に位置する区である。
ソウル特別市、水原市、城南市盆唐区等の周辺地域との交通が非常に便利な事で知られているが、西北地域の乱開発によって交通渋滞が深刻な地域としても有名である。

## 地名由来
1914年、龍仁郡水眞面と枝内面が合併して2面の名称から一文字ずつ取った。1996年に龍仁郡が市に昇格されたと同時に水枝邑に昇格され、2001年には再び水枝出張所に、2005年には水枝区に昇格され、現在は竹田洞・豊徳川洞・新鳳洞・星福洞・上峴洞など9洞を管轄している。

## 歴史
- 2001年12月24日 - 水枝邑が水枝出張所に昇格。水枝邑は廃止されて6つの行政洞を設置。（6行政洞）
- 2003年3月31日 - 上峴洞が上峴洞と星福洞に分割。（7行政洞）
- 2005年10月31日 - 区制施行により水枝出張所が水枝区に昇格した。区設置当時の住民登録人口は27万1285人だった。豊徳川2洞が豊徳川2洞と新鳳洞に、上峴洞が上峴1洞と上峴2洞に分割。[2]（9行政洞）
- 2010年7月 - 水枝区の住民登録人口が30万人を突破した。

## 行政区画

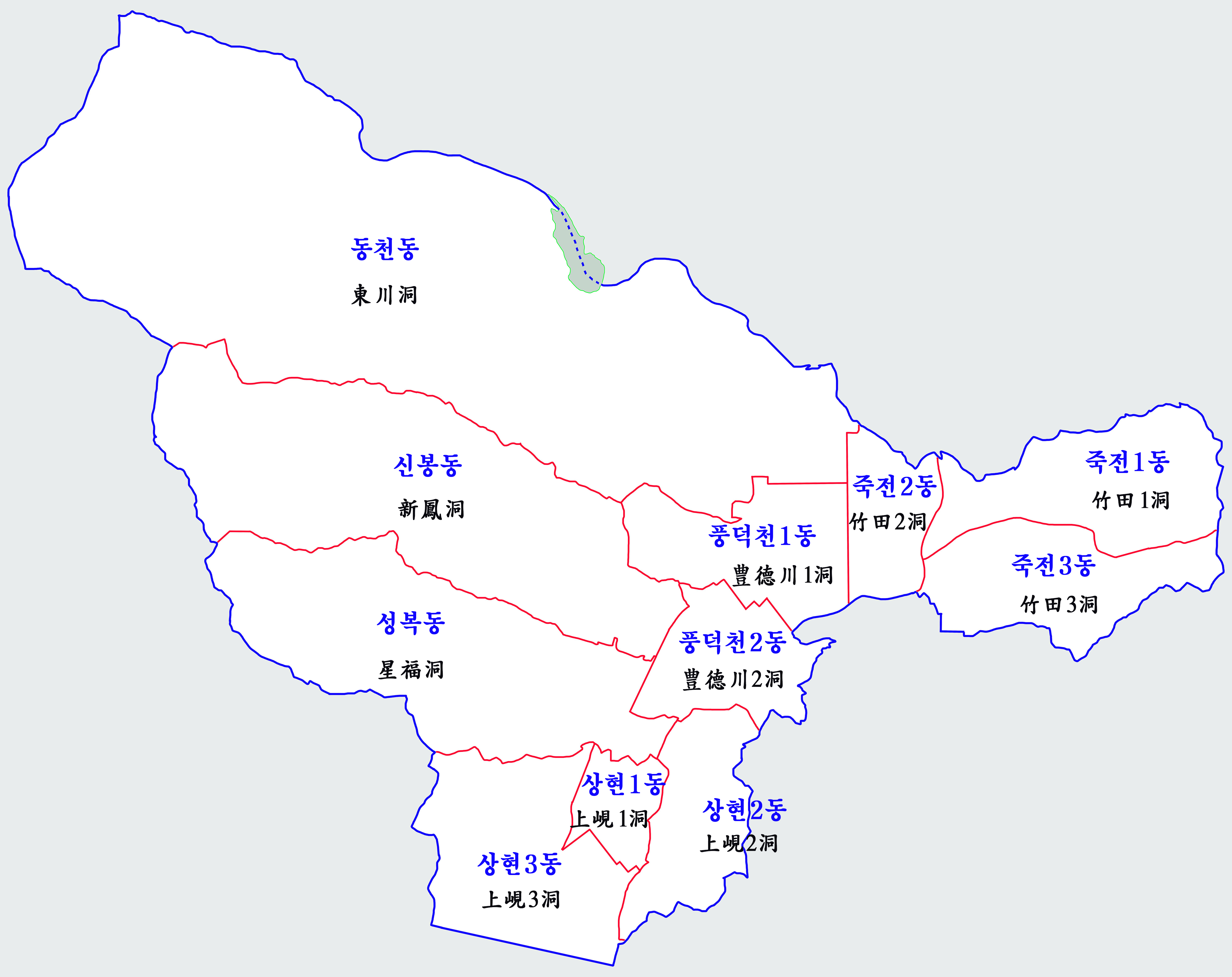
行政区域図

水枝区は11洞に分かれる。
| 行政洞    | 法定洞         |
| --------- | -------------- |
| 星福洞    | 星福洞         |
| 新鳳洞    | 新鳳洞         |
| 豊徳川1洞 | 豊徳川洞       |
| 豊徳川2洞 | 豊徳川洞       |
| 竹田1洞   | 竹田洞         |
| 竹田2洞   | 竹田洞         |
| 竹田3洞   | 竹田洞         |
| 上峴1洞   | 上峴洞         |
| 上峴2洞   | 上峴洞         |
| 上峴3洞   | 上峴洞         |
| 東川洞    | 東川洞、古基洞 |

## 教育機関
- 檀国大学校

## 交通機関

### 鉄道
- 盆唐線
  - 竹田駅
- 新盆唐線
  - 東川駅 - 水枝区庁駅 - 星福駅 - 上峴駅